# Euptychia mitchelli
Euptychia mitchelli är en fjärilsart som beskrevs av French 1889. Euptychia mitchelli ingår i släktet Euptychia och familjen praktfjärilar. Inga underarter finns listade i Catalogue of Life.